# Ferdinand Redtenbacher
Ferdinand Jacob Redtenbacher (Steyr, 25 juli 1809 - Karlsruhe, 16 april 1863) was een Duitse hoogleraar werktuigbouwkunde aan de Technische Universiteit van Karlsruhe van 1841 tot aan zijn dood in 1863. Hij staat bekend als de grondlegger van de werktuigbouwkunde als wetenschap.

## Levensloop
Redtenbacher, de zoon van een smid uit Steyr, kreeg in eerste instantie een praktijkopleiding als koopman in de specerijen- en stoffengroothandel van zijn oom. Hij maakte de opleiding niet af, maar begon als technisch tekenaar in de Oostenrijkse stad Linz, en volgde particulier wiskundeonderwijs. Daarna studeerde hij van 1825 tot 1829 aan de Polytechnische School in Wenen. Vervolgens bleef hij daar nog vijf jaar werken als assistent van Johann Arzberger, een technicus en wetenschapper van Duitse komaf. In 1835 werd hij benoemd tot professor in de wiskunde en geometrie aan de Hogere Industrieschool in Zürich. 

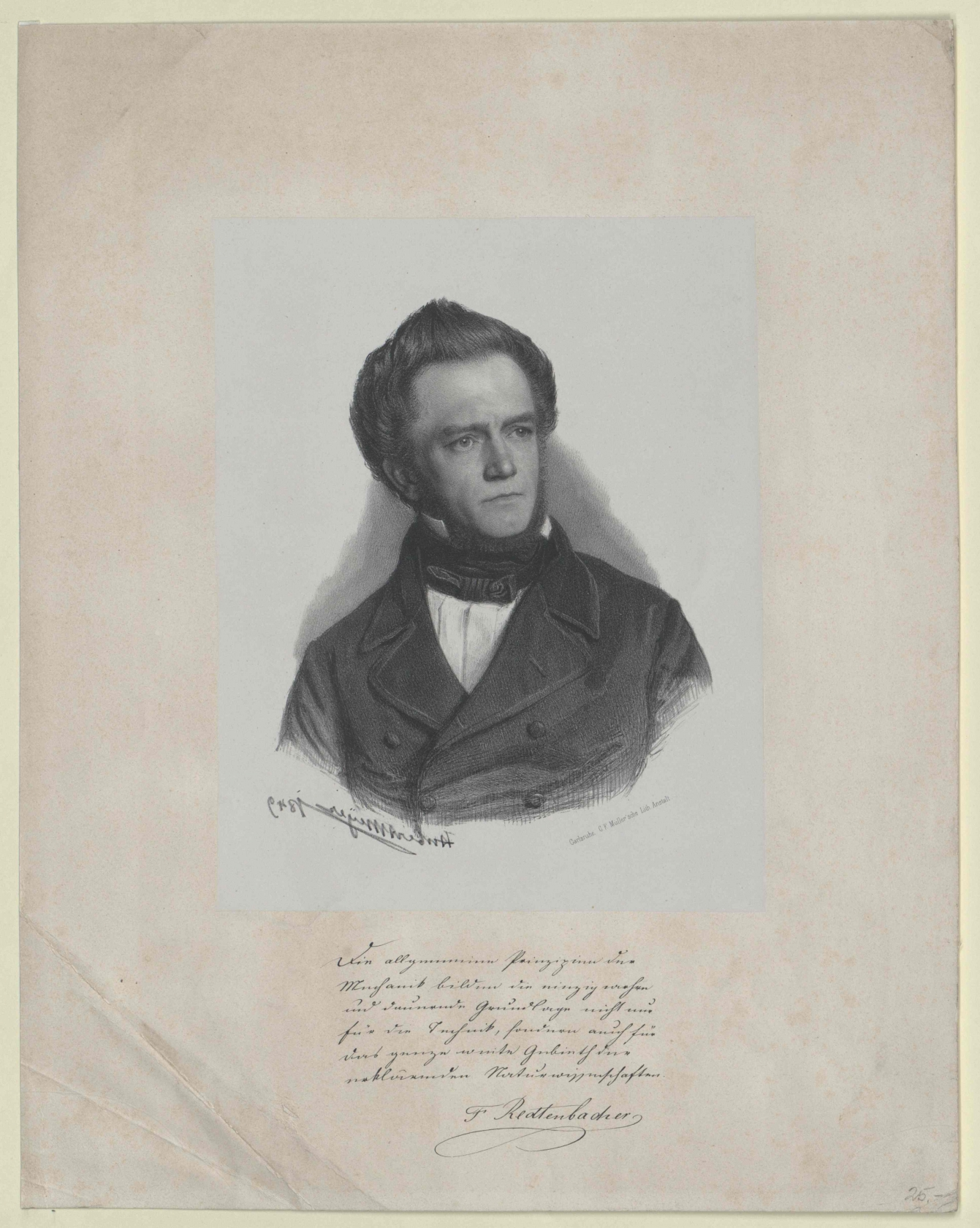
Redtenbacher, ca. 1840

In 1841 werd hij als opvolger van Professor Wilhelm Ludwig Volz aangesteld aan de Polytechnische School van het Groothertogdom Baden in Karlsruhe. Redtenbacher bedong bij zijn aanstelling, dat er in de hogere school een reorganisatie zou worden doorgevoerd: Een opdeling in twee gespecialiseerde scholen, een chemisch-technische school en een mechanisch-technische school, waarvan Redtenbacher rector werd. In 1841 werd hij hoogleraar Mechanica en Werktuigkunde aan de Polytechnische School van Karlsruhe, de latere Technische Universiteit van Karlsruhe. Door zijn aanschouwelijk onderwijs en levendige lezingen, genoot hij een uitstekende reputatie onder studenten. Dit leidde tot een toename van het aantal studenten aan de Polytechnische school in Karlsruhe. Met 359 leerlingen in 1860 werd daar een voorlopig record gevestigd. Redtenbacher introduceerde tijdens zijn lezingen een nieuwe benadering, die later als "Theoretische Maschinenlehre" (theoretische werktuigkunde) werd aangeduid. Hij behandelde ook praktische zaken, zoals machinaal spinnen en weven. Zodoende behandelde hij in zijn colleges het gehele veld van de toen bekende techniek.
Redtenbacher heeft met Karl Karmarsch een voortrekkersrol gespeeld in het tot aanzien komen van het polytechnisch onderwijs in Duitsland. In 1857 werd Redtenbacher ook directeur van de gehele Polytechnische school, en werd daarna jaarlijks werd herkozen. Tegelijkertijd begeleidde hij de enige andere hoogleraar van de mechanische-technische school. Deze school werd in 1859 omgedoopt tot "Maschinenbauschule" en kreeg een nieuw onderkomen in de voormalige manege van de dragonders kazerne. In 1862 ging Redtenbacher om medische redenen met verlof, en stierf uiteindelijk het volgende jaar in Karlsruhe aan een ontsteking in zijn buik. Na zijn dood was het niet makkelijk om een waardige opvolger te vinden. Ten slotte werd de botanicus Moritz August Seubert benoemd tot directeur van de Polytechnische School. Zijn leerstoel ging over op Franz Grashof.

### Personalia
Redtenbacher was katholiek, en was in 1837 getrouwd met Marie Redtenbacher. Ze hadden samen een zoon en een dochter. Die zoon, Rudolf Redtenbacher, heeft gewerkt als architect en als architectuurhistoricus.

## Werk

### Theorie und Bau der Turbinen und Ventilatoren, 1844

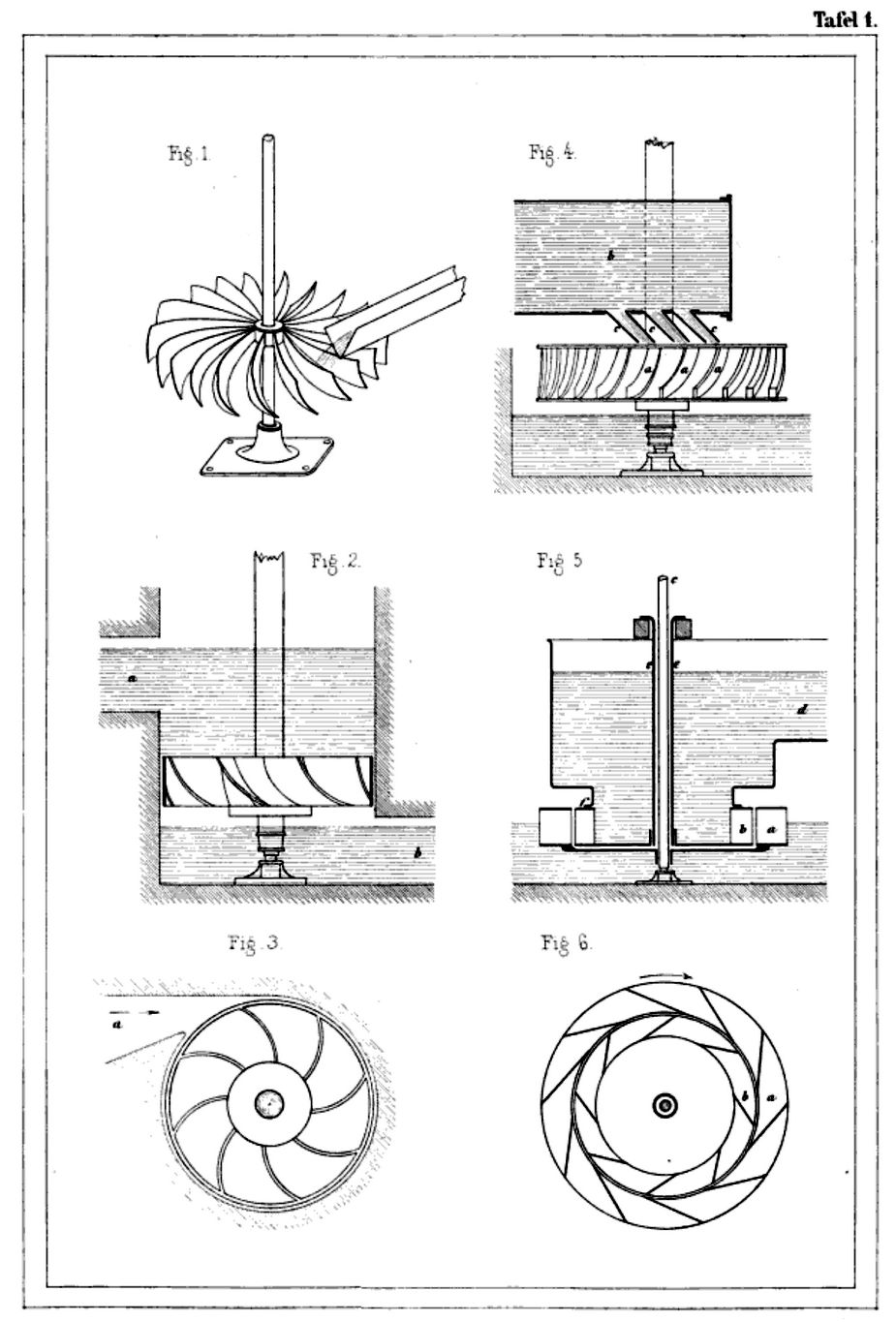
Theorie und Bau der Turbinen und Ventilatoren, plaat 1, 1844

Volgens Redtenbacher (1844) hadden met name Claude-Louis Navier, Jean-Victor Poncelet, Gustave-Gaspard Coriolis en Arthur Morin het verband gelegd tussen de wetenschappelijke mechanica en de praktische werktuigbouw. Tussen de theorie en praktijk bestond echter nog een te grote kloof, om de praktijk werkbare inzichten te bieden.
Er bestond hier de opgave om de bouw van machines tot eenvoudige en eenvoudig toepasbare regels terug te voeren (voor zover dit op wetenschappelijke gronden mogelijk was, en niet op praktijkinzicht). Het bewijs van de juistheid daarvan diende te worden aangetoond, door op basis van deze regels machines te ontwerpen en uit te tekenen; deze het praktische publiek voor te leggen; en op technische scholen als leermiddel aan te bieden. Zo kon de kloof tussen theorie en praktijk verkleinen, en datgene trachtte Redtenbacher al tien jaar te bewerkstelligen.
Redtenbacher (1844) stelde, dat hij zich van begin af aan had voorgenomen om niet in details te treden, voordat hij het gehele veld doorgewerkt had. Zijn belangrijkste doel was geweest om voor de constructie van actieve en passieve werktuigbouwonderdelen regels op te stellen, waarbij de dimensies zonder berekening of hoogstens met vermenigvuldigen of delen bepaald konden worden. Redtenbacher meende deze taak volbracht te hebben, en met een serie monografieën naar buiten te kunnen treden. Hij begon daarbij met een onderwerp, dat in die tijd zijn bijzondere interesse had: de theorie en bouw van turbines en daarmee verwante ventilatoren.
De turbine was door Benoit Fourneyron in 1827 uitgevonden, en daarover waren reeds meerdere theorieën verschenen. In al deze werken waren de condities weinig specifiek, en de dimensies van de machine waren met deze theorieën niet of slecht op foutieve wijze te bepalen. De eerste theoretische verhandeling was door Fourneyron zelf gepubliceerd in 1834, voortbouwende op de theorie, die Claude-Louis Navier voor het waterrad had ontwikkeld. Redtenbacher was echter van mening dat je van meet af aan opnieuw diende te beginnen.

### Theorie und Bau der Wasserräder, 1846

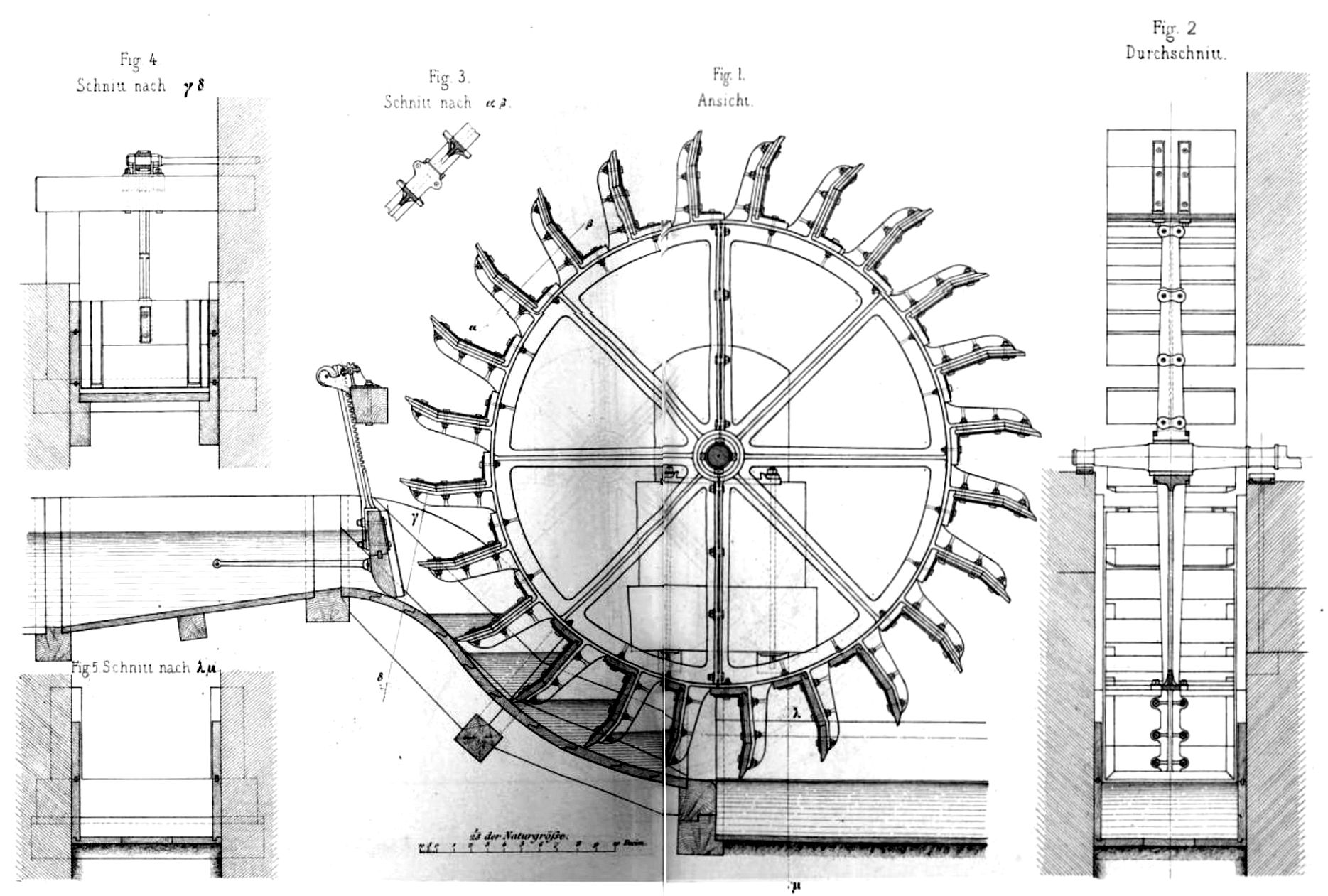
Theorie und Bau der Wasserräder, 2e deel, plaat II.

In 1846 publiceerde Redtenbacher zijn tweede belangrijke werk over de theorie en bouw van het waterrad met horizontale as. In de inleiding geeft Redtenbacher reeds toe, dat dit werktuig door de snelle komst van de turbine in zijn tijd al bijna tot antiquiteit was geworden. Een praktische publicatie van haar duurzame beginselen blijft, volgens hem, echter altijd van nut.
Het waterrad met horizontale as is het oudste werktuig op waterkracht, en men zou verwachten dat de theorie en bouw allang doorgrond en beschreven zou zijn. Dat was echter niet zo. Met de bestaande theorie kon men noch de prestaties van een bepaalde waterrad, noch de dimensies van een nieuw rad bepalen. In die theorie werden veel van de bestaande omstandigheden, zoals de inrichting en constructie, veelal buiten beschouwing gelaten. Men keek alleen naar waterhoeveelheid, omloopsnelheid van het rad, en de stroomsnelheid, waarmee het water werd toegevoerd.

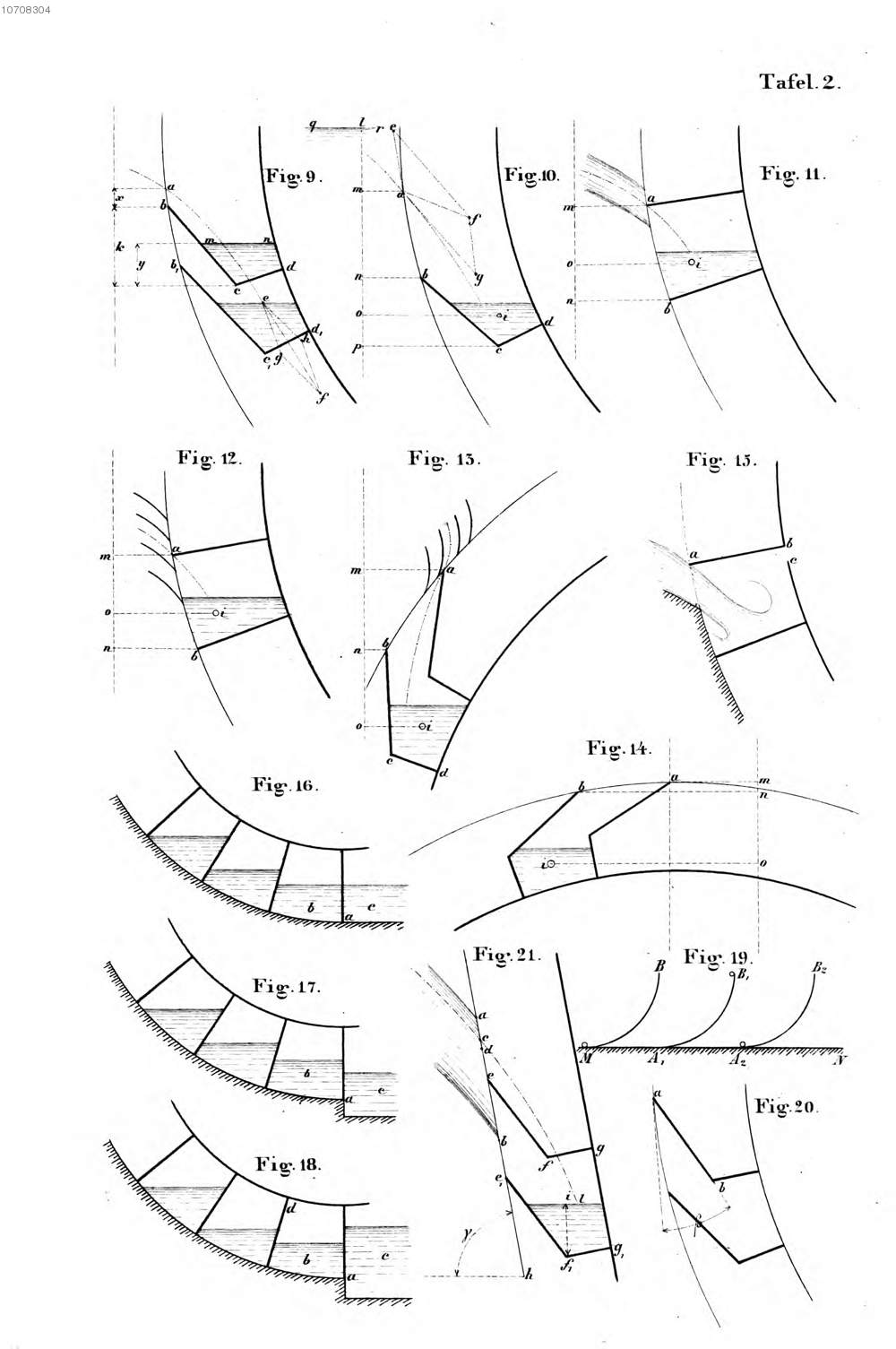
Theorie und Bau der Wasserräder, p. 345
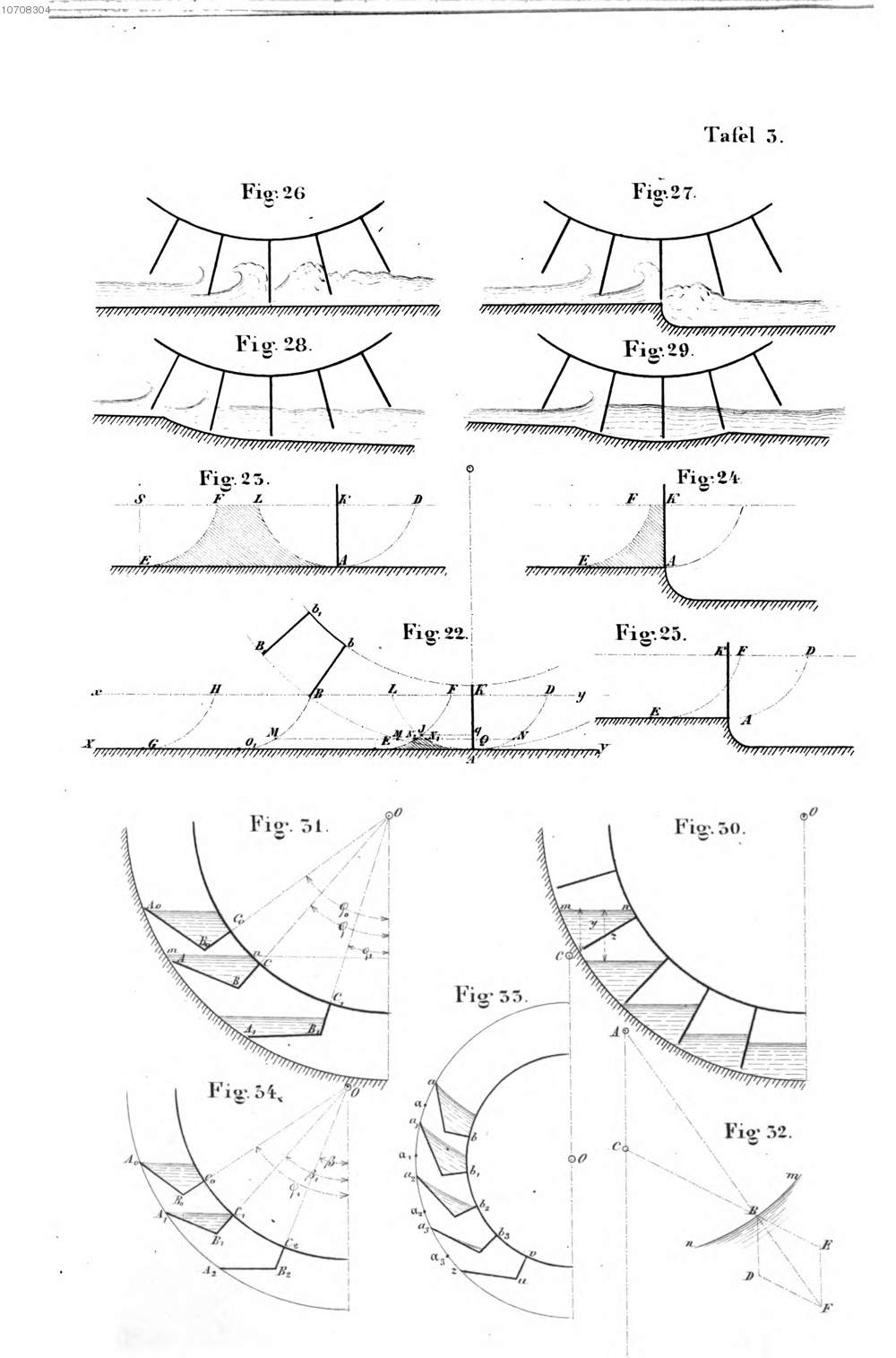
Theorie und Bau der Wasserräder, p. 349
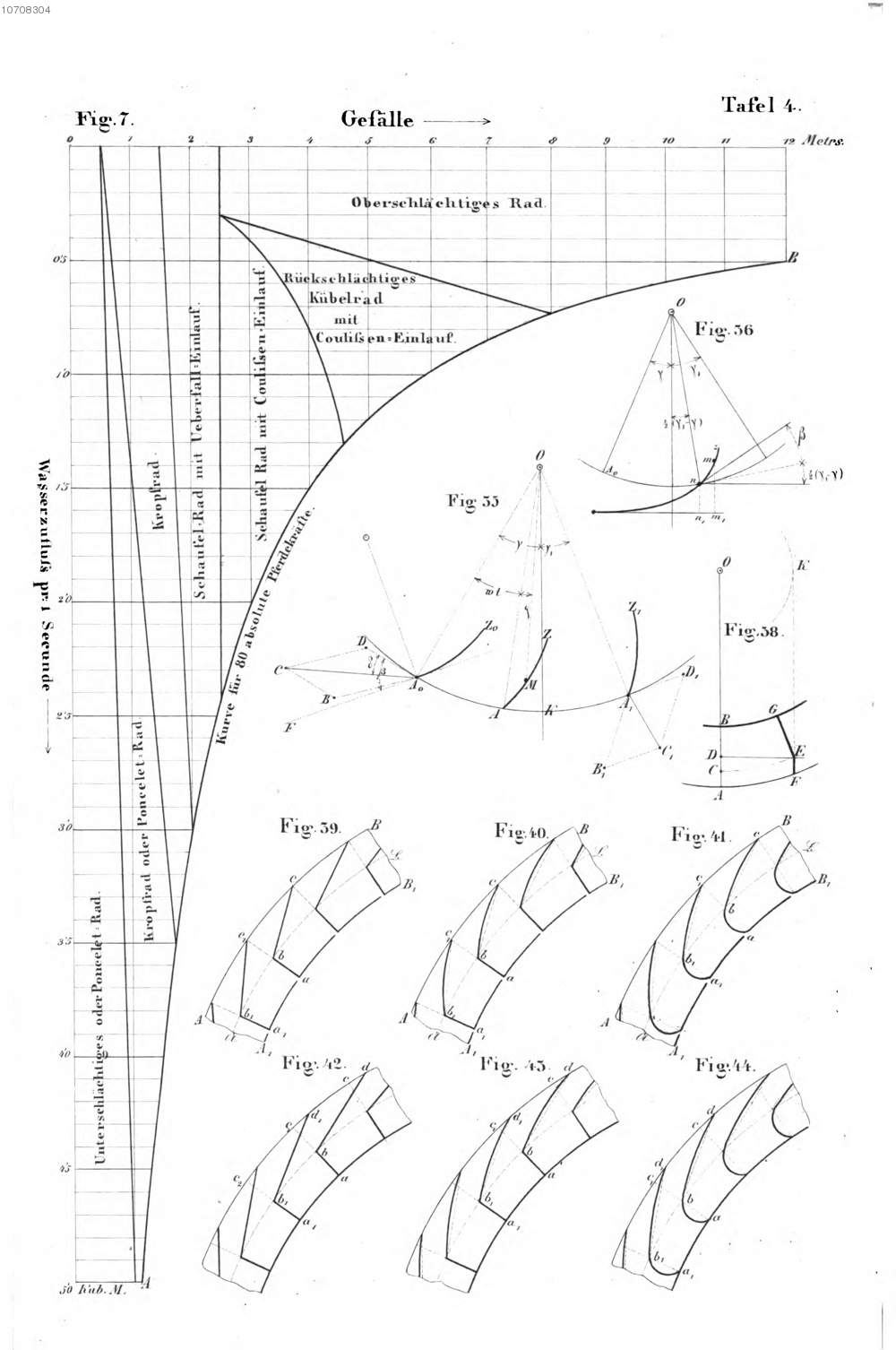
Theorie und Bau der Wasserräder, p. 353
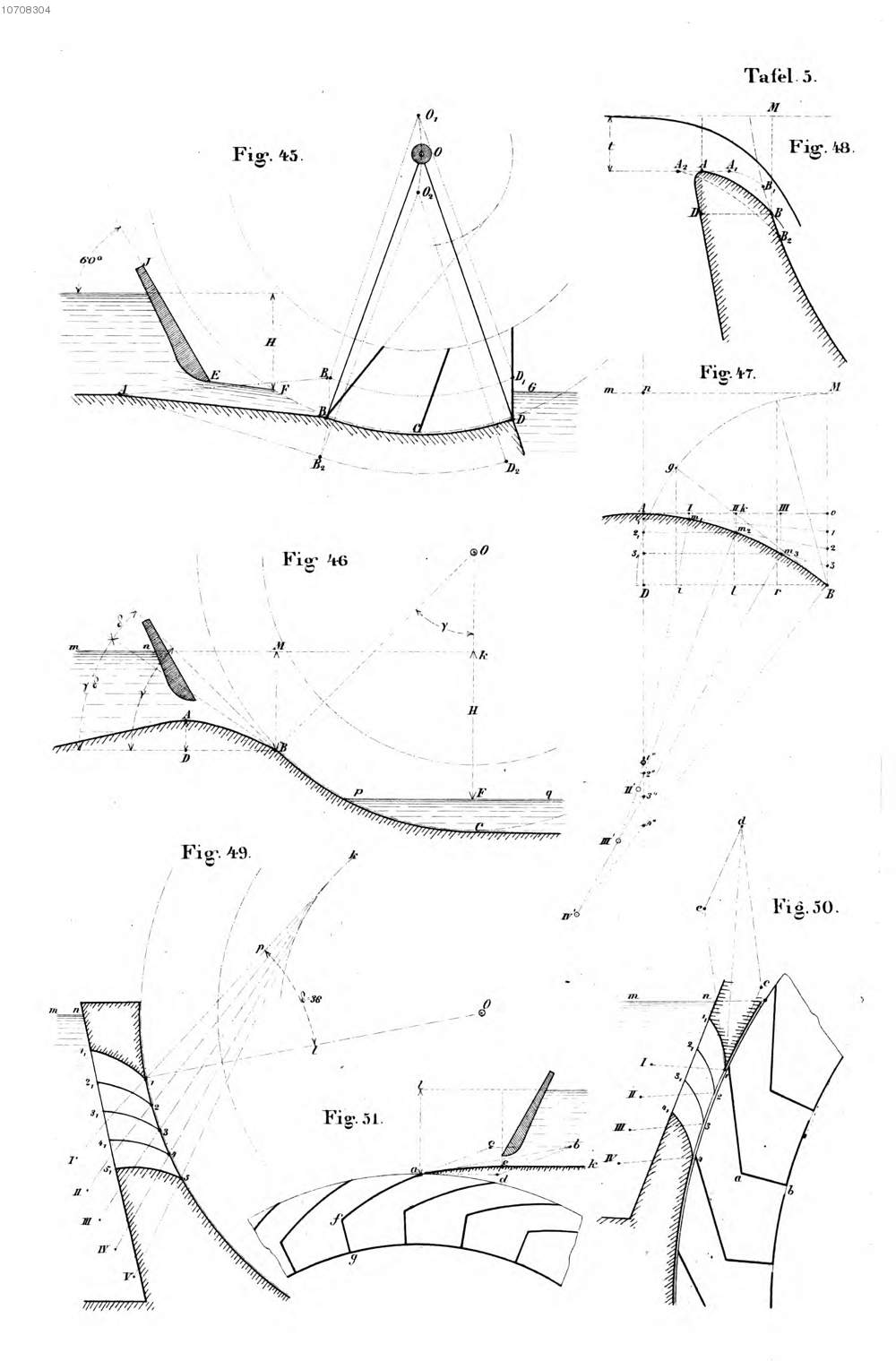
Theorie und Bau der Wasserräder, p. 357

In zijn theoretische uitwerking keek Redtenbacher juist wel naar zaken als de dimensionering van de waterschoepen, de omtrek van het rad en de breedte, de diepte van de toevoerstroom, de mate van belasting van het schoepenrad, de vorm van de schoepen, etcetera. (zie afbeeldingen)

## Receptie

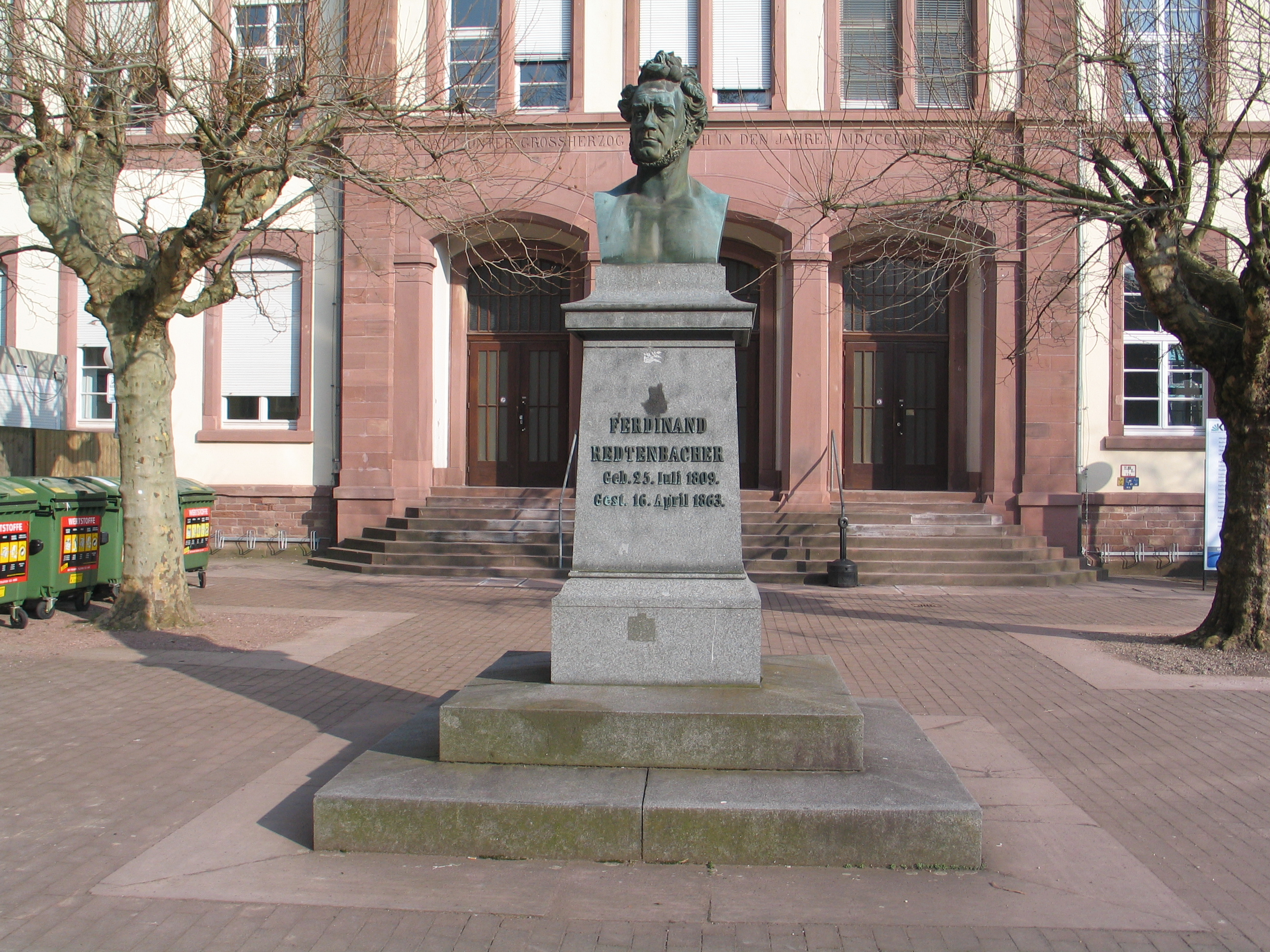
Borstbeeld in de binnenplaats van de Technische Universiteit van Karlsruhe.

Redtenbacher wordt beschouwd als de grondlegger van de wetenschappelijke werktuigbouwkunde in Duitsland. Vanaf zijn tijd aan de Polytechnische School van het Groothertogdom Baden in Karlsruhe ontwikkelde hij voor de werktuigbouwkunde een wiskundige basis voor de bestaande empirische doctrine.
Onder zijn leerlingen waren onder anderen Carl Benz, Emil Škoda en Franz Reuleaux, die erom bekendstaat de verdere exacte basis voor de werktuigbouwkunde te hebben ontwikkeld.

## Publicaties
- Theorie und Bau der Turbinen und Ventilatoren, Friedrich Bassermann, Mannheim 1844, 1860.[7]
- Theorie und Bau der Wasserräder, Friedrich Bassermann, Mannheim 1846, 1858[8]
- Resultate für den Maschinenbau, Friedrich Bassermann, Mannheim 1848, 1852, 1856, 1860, Heidelberg, 1869, 1875.[9]
- Prinzipien der Mechanik und des Maschinenbaues, Friedrich Bassermann, Mannheim, 1852, 1859.[10]
- Die Luftexpansions-Maschine, Friedrich Bassermann, Mannheim, 1853.[11]
- Die calorische Maschine, 1853.[12]
- Die Gesetze des Lokomotiv-Baues, Friedrich Bassermann, Mannheim 1855.[13]
- Die Bewegungs-Mechanismen, Friedrich Bassermann, Mannheim, 1857, 1861.
- Das Dynamiden-System. Grundzüge einer mechanischen Physik, Friedrich Bassermann, Mannheim, 1857.[14]
- Die anfänglichen und die gegenwärtigen Erwärmungszustände der Weltkörper, Friedrich Bassermann, Mannheim 1861
- Joseph Hart (red.). Der Maschinenbau 3 Delen, Friedrich Bassermann, Mannheim, 1862, 1863, 1865.[15]
- Rudolf Redtenbacher (red.). Geistige Bedeutung der Mechanik und Geschichtliche Skizze der Entdeckung ihrer Prinzipien, Bassermann, München 1879[16]